# 廣瀬誠 (郷土史家)
廣瀬 誠（広瀬 誠、ひろせ まこと、1922年1月18日 - 2005年10月10日）は、日本の郷土史研究家、国文学者。専門は富山県の郷土史。元富山県立図書館長・越中史壇会副会長・富山女子短期大学教授。富山県図書館協会顧問・立山博物館顧問・高岡市万葉歴史館運営協議会委員・立山カルデラ砂防博物館運営委員などを務めた。

## 来歴・人物
富山県富山市生まれ。國學院大學中退。
1948年より富山県立図書館の職員として勤務し、同館の蔵書目録である『志田文庫目録』『富山県郷土資料総合目録』などを編纂した。それに先立ち1955年（昭和30年）に富山県内図書館共通の分類表となる「富山県郷土資料分類表」を作成した。1963年（昭和38年）より旧加賀藩藩政資料で金沢市立玉川図書館近世資料館所蔵の「加越能文庫」の越中関係資料の整理と目録づくりを手がけた際は、地方図書館でははじめてとなるマイクロフィルムによる撮影機を導入し4年がかりで500本のマイクロフィルムに収めた。この成果を『加越能マイクロフィルム資料解説』として発刊した。
越中史壇会の委員・副会長として『越中史壇』創刊号から寄稿している。論文・研究ノート・エッセイ・史料紹介などの多彩な記事を執筆し、寄稿点数は最多となった。自身のことを郷土研究者であり山岳研究者であると位置づけている。特に立山に関する研究が多い。郷土史、山岳史のみならず考古学、民俗学、国学、自然科学などの分野にも横断的研究を行なった。日本書紀や古事記、万葉集研究でも知られている。歌人でもあり、著書に和歌を収録している他、他の歌人が詠んだ歌の引用も多い。
几帳面で公私の区別は明確にさせており、他から依頼された原稿は職場には持ち込まなかったという。『富山県史』古代編の執筆に際しては期限が迫ると勤務していた図書館に休暇願を出して執筆に専念した。「調査や研究の成果はいつも朋友と共有すべきもの」と言い、求められればいつでも提供したという。
1991年に発行された小冊子『富山写真語 万華鏡』第1号に、廣瀬誠が伊勢神宮のように立山神殿（雄山神社峰本社）にも式年遷宮が行われていたことを記述し反響を呼んだ。当時は130年間遷宮は行なわれず廃れていたが、多くの知識人たちの激論の末、もう一度遷宮を実施するべきだという事になり、1996年に遷宮が実施されることとなった。
晩年は月刊人物誌『越中人譚』に巻頭言や記事を執筆した。創刊号で水橋出身の童話作家大井冷光を取り上げた際、冷光は佐伯有頼の銅像を作りたいという願いがあったが70年間埋もれたままというエピソードを掲載後、「私たちがやりましょう」の廣瀬の声で立山開山1300年の機会に有頼像を建てることとなった。その後2001年（平成13年）呉羽山展望台に「佐伯有頼少年像」が建立された。
没後の2012年（平成24年）3月に蔵書が富山県に寄贈された。そのうち、日本神話・山岳信仰・日本古代史・万葉集・記紀関係の一般書2,493点、3,376冊が廣瀬文庫として公開されている。

## 略歴
- 1922年（大正11年） 富山市生まれ[10]
- 1943年（昭和18年）國學院大學入学
- 1948年（昭和23年）富山県立図書館勤務
- 1967年（昭和42年）富山新聞文化賞受賞[11]
- 1978年（昭和53年）富山県立図書館・館長に就任
- 1980年（昭和55年）北日本新聞文化功労賞受賞
- 1982年（昭和57年）富山県立図書館退職
- 1983年（昭和58年）富山県文化賞受賞
- 1984年（昭和59年）文部大臣社会教育功労者表彰
- 1985年（昭和60年）富山女子短期大学助教授に就任のち教授
- 1992年（平成4年）富山女子短期大学退任 日本図書館協会功労者特別表彰
- 1993年（平成5年）富山県山岳連盟功労者表彰
- 1997年（平成9年）翁久允賞
- 1998年（平成10年）叙勲五等瑞宝章
- 2005年（平成17年）肺炎のため死去[1]。

## 著書

### 単著
- 『立山黒部文献目録』富山県立図書館、1957年、80頁
- 『越中奥山の地名』富山県国語学会[ほか]、1958年
- 『立山信仰』富山県教育委員会 精神開発叢書、1969年
- 『立山と白山 その歴史・伝説・文学』北国出版社、1971年
- 『高志の国と富山県』富山市教育委員会 精神開発新書、1974年
- 『坂の沼琴 癌病養中詠草』国民文化研究会、1982年
- 『立山黒部奥山の歴史と伝承』桂書房、1984年、635頁
- 『万葉集 その漲るいのち』国民文化研究会、1989年、327頁
- 『図書館と郷土資料』桂書房、1990年、253頁
- 『和歌と日本文化』国民文化研究会、1991年
- 『立山のいぶき(とやまライブラリー)』シー・エー・ピー、1992年、381頁
- 『越中萬葉と記紀の古伝承』桂書房、1996年、426頁
- 『越中の文学と風土』桂書房、1998年、460頁
- 『地震の記憶―安政五年大震大水災記』桂書房、2000年、260頁
- 『神通川と呉羽丘陵―ふるさとの風土』桂書房、2003年、350頁
- 『立山のはなし 佐伯有頼少年像建立記念』北日本新聞社、2003年、130頁
- 『越のまほろば』チューリップテレビ 2012年、175頁

### 共著
- 島原義三郎・中川達 『鼬川の記憶』桂書房、2004年、339頁
- 前田英雄 『有峰の記憶』桂書房、2009年、357頁
- 廣瀬誠・清水巌 『立山〈山と信仰〉』佼成出版社、1995年、245頁

### 共編著
- 富山県立図書館／編 『富山県郷土資料総合目録』1960年
- 富山県立図書館／編 『加越能マイクロフィルム資料解説目録: 昭和48(1973)年』1974年、338頁
- 富山県立図書館／編 『中島文庫目録』富山県立図書館、1984年、182頁
- 富山県／編 『富山県史』
- 富山新聞社大百科事典編集部／編 『富山県大百科事典』富山新聞社、1976年、998頁 300項目以上を執筆した
- 廣瀬誠／編『郷土史事典富山県』昌平社、1980年
- 竹中邦香／著、廣瀬誠／校訂・解題『越中遊覧志』言叢社、1983年
- 廣瀬誠／編『越中立山古記録』第1・3巻、立山開発鉄道、1989年・1991年
- 廣瀬誠・高瀬保／編 『越中資料集成 別巻 2 越中立山古記録』全4巻、桂書房、1990年-1992年
- 廣瀬誠・綿抜豊昭／編 『佐々成政物語 ～絵本太閤記より～』桂書房、1996年、124頁